# アレクサンダー・ミークルジョン
アレクサンダー・ミークルジョン（Alexander Meiklejohn [ˈmiːkəlˌdʒɒn]、1872年2月3日 - 1964年12月17日）は、哲学者、大学理事、教育改革者、表現の自由擁護者であり、アマースト大学の学長として最もよく知られている。

## 表現の自由において
ミークルジョンは、合衆国憲法修正第1条の擁護者として知られており、アメリカ自由人権協会（ACLU）の全国委員会のメンバーだった。

## 受賞
ミークルジョンは、ジョン・F・ケネディによって大統領自由勲章授与対象者として選ばれた。大統領自由勲章は、ケネディの死後間もなくリンドン・ジョンソンによって授与された。